# Петров, Иван Иванович (подполковник)
Иван Иванович Петров (1824—1883) — подполковник корпуса флотских штурманов (КФШ); славянофил, литератор.

## Биография
Родился в 1824 году. Был выпущен 13 мая 1842 года из кадетов 1-го штурманского полуэкипажа прапорщиком КФШ.
Находясь на морской службе, стал посещать лекции в Санкт-Петербургском университете, избрав себе специальным предметом историю. В октябре 1844 года, несмотря на молодость, он был приглашён в качестве преподавателя истории в старших классах Штурманского полуэкипажа. В то время такой преподаватель был редким исключением среди своих современников. Он внимательно следил за разработкой и развитием исторической науки, отслеживая всё новое появлявшееся по его специальности. Он смог очень тактично держать себя с воспитанниками, в отношении к которым он представлял собой старшего товарища — доступного, мягкого и справедливого. Директор полуэкипажа вице-адмирал А. К. Давыдов, разрешил ему читать лекции по составленной и выработанной им самим программе, хотя и не выразил надежды на благотворные результаты новых занятий. Однако спустя года Давыдов убедился в подъёме как специального, так и общего образования. Так продолжалось до 1853 года. Между тем, племяннику одного высокопоставленного лица для его служебной карьеры понадобилось занять должность Петрова в старших классах (по табели — чин VIII класса), и талантливому преподавателю было предложено остаться преподавателем в младших классах корпуса (по табели — чин XII класса), но с удвоенным содержанием. Не согласившись, Петров оставил преподавание.
Начавшаяся война поставила его в ряды выдающихся и полезнейших флотских офицеров. Он стал заниматься формированием и обучением ополченцев Балтийской гребной флотилии для защиты Финского побережья. Эта энергичная деятельность, давшая самые блестящие результаты, была отмечена начальством и в 1855 году он был перечислен в Каспийскую флотилию и назначен адъютантом при главном командире Астраханского порта контр-адмирале Р. Г. Машине (1810—1866).
В 1858 году был назначен начальника промерной партии по исследованию Петровского рейда. В 1859 году в качестве начальника промерного отделения он принимал деятельное участие в экспедиции, назначенной для описания и промера Каспийского моря. Производя исследования устьев Волги, он убедился в том, что Астраханский порт не всегда доступен даже и для мелкосидящих судов, а потому и не удовлетворяет своему назначению важного торгового порта, между тем как Баку имеет для таковой же цели все шансы на преимущество. Его статья в Кронштадтском вестнике (1862. — № 69) под заглавием: «Несколько слов об Астраханском порте», вызвала переполох в Астрахани из-за предложения перевести порт в Баку. В Морском сборнике появился ряд статей, одни из которых разделяли взгляд Петрова, а другие резко опровергали его. Тем не менее, Морское министерство поддержало выводы Петрова о перенесении порта.
В 1864 году он был опять перечислен в Балтийский флот с назначением правителем канцелярии по постройке новых доков в Кронштадте. На этой должности ему пришлось, отстаивая интересы казны и требуя добросовестной исполнительности, столкнуться с некоторыми лицами, занимавшими видные посты в Министерстве; видя свое бессилие против того, что творилось вокруг под наблюдением начальства, сквозь пальцы смотревшего на все злоупотребления, он нравственно страдал и, наконец, в 1872 году «по болезни» оставил службу в чине подполковника.
Оставив службу, он занялся литературной деятельностью, касавшейся морских вопросов, хотя не был чужд и общественных интересов и предприятий — например, совершенно частным образом он произвёл предварительные изыскания по устройству Либавского порта, принимал участие в образовании и трудах Гольдингенского братства, хлопотал об учреждении эсто-латышских школ и о поднятии русского влияния в Прибалтийском крае. Будучи до 1858 года «западником», с учреждением в Москве Славянского комитета стал славянофилом. Стал одним из основателей Петербургского отдела Славянского комитета.
Последние годы жизни своей посвятил составлению «Указателя статей Морского сборника» за 1848—1872 гг., который появился в печати в 1875 году. Затем, в дополнение к нему, он составил «Руководящий указатель статей повременных морских изданий, предшествовавших журналу „Морской сборник“» (СПб.: тип. Мор. м-ва, 1881. — [8], 102, [2], 43 с.).
Скончался в Санкт-Петербурге после продолжительной болезни 23 июля (4 августа) 1883 года. Похоронен на Смоленском православном кладбище.
Им были изданы: Из истории нашего флота. Штурманское дело (СПб.: тип. А. А. Краевского, ценз. 1864. — 25 с.)
Кроме указанных ему также принадлежат статьи: «Кое-что о Каспии» (Морской сборник. — 1863. — Т. LXIV. — Кн. 5) и «По поводу книги „Mopской альманах“» (Кронштадтский вестник. — 1870. — № 65, 67, 68).